# Тырновские пандекты
Тырновские пандекты — среднеболгарская бумажная рукопись, переписанная со второго (тырновского) славянского перевода «Пандектов» («Истолкование заповедей Господних») — сборник правил монашеской жизни, написанный в XI веке византийским церковным писателем Никоном Черногорцем Рукопись собственноручно подписана болгарским патриархом Феодосием II (1348—1363 гг.), подарившим её Зографскому монастырю. По неизвестной причине она была вывезена из монастыря и сейчас хранится разделённая на две части в Санкт-Петербурге (Архив Санкт-Петербургского института истории РАН, колл. 238, оп. 1, ед. хр. 502) и в Москве (Российская государственная библиотека, собр. Е. Е. Егорова, № 1).